# Celestial (Canción Ed Sheeran)
Celestial es una canción del cantautor inglés Ed Sheeran, lanzada como sencillo el 29 de septiembre de 2022. Fue lanzada en colaboración con The Pokémon Company y aparece en el créditos finales de Pokémon Escarlata y Púrpura, lanzado el 18 de noviembre de 2022. Sheeran coescribió la canción junto a Steve Mac y Johnny McDaid y la produjo con Mac. La canción fue lanzada junto con su video musical, que incluye a Sheeran interactuando con una variedad de Pokémon.

## Antecedentes
Ed Sheeran es un autoproclamado fanático de Pokémon y había colaborado antes con Pokémon Company. Del 22 al 30 de noviembre de 2021, Pokémon Go contó con la actuación de Sheeran en el juego. En agosto de 2022, Sheeran dio la bienvenida a los participantes del Campeonato Mundial Pokémon 2022 en un mensaje de video.
El 22 de septiembre de 2022, Sheeran escribió en su Instagram: "Conocí a la gente de Pokémon cuando viajaba por Japón y bromeamos sobre que yo les escribiría una canción", lo que llevó a la colaboración. En una declaración separada, Sheeran escribió que le gustaba Pokémon desde la escuela primaria y lo llamó "un gran honor agregar una canción a un juego de Pokémon y grabar un video nostálgico también".

## Composición
"Celestial" es una canción pop en clave de Re mayor, con un tempo de 123 BPM. Se basa en una progresión de acordes de G–Bm–D–A (IV–vi–I–V). Esta progresión también se puede ver en el video de la canción, escrito en un cuaderno que guarda Sheeran. This progression can also be seen in the song's video, written in a notebook Sheeran keeps.

## Vídeo musical
El video musical también se lanzó el 29 de septiembre de 2022 y fue dirigido por Yuichi Kodama. Muestra a Sheeran interactuando con una variedad de Pokémon de estilo boceto, incluido un Snorlax que salva a Sheeran de un accidente automovilístico y un Lapras que lo lleva a través de un río. Las apariciones de los Pokémon fueron dibujadas por el director de arte Yu Nagaba. Según un artículo de NME, Nagaba emuló la forma en que Sheeran dibujaba Pokémon cuando era más joven.